# Setchellanthus caeruleus
Setchellanthus caeruleus là danh pháp khoa học của một loài cây bụi có mùi hăng với các bông hoa lớn màu xanh lam mọc ở nách lá. Nó được đặt một mình trong chi Setchellanthus, chi duy nhất của họ Setchellanthaceae. Đây là loài đặc hữu của México.
Loài này đã từng được đặt trong họ Capparaceae (như trong hệ thống Cronquist năm 1981 thì họ này là một phần của họ Capparaceae thuộc bộ Capparales).

## Hình ảnh